# Dario Franceschini
Dario Franceschini ([ˈdaːrjo frantʃeˈskiːni]) es un abogado, político y escritor italiano. Fue miembro prominente del Partido Popular y la Margherita, ha sido vicepresidente del Partido Democrático (dependiente de la Secretaría de Walter Veltroni) desde el 27 de octubre de 2007 al 21 de febrero de 2009.
Tras la dimisión de Veltroni, el 21 de febrero de 2009 al 25 de octubre de 2009, fue secretario nacional del Partido Democrático.

## Biografía
Su padre, Giogorio Franceschini, fue diputado por el Partido Demócrata Cristiano entre 1953 a 1958.
Se graduó en leyes en la Universidad de Ferrara, con una tesis sobre la historia de las doctrinas y las instituciones políticas, publicado en 1985 El Partido Popular en Ferrara. Los católicos, socialistas y fascistas en la tierra de Grosoli y Don Minzoni y sobre el mismo tema ha participado en conferencias y diversas publicaciones.
Fue miembro de la Junta de Auditores Eni en los tres primeros años de la privatización.
Es profesor asociado de Astrid (Asociación de Estudios e Investigación sobre la Reforma de las Instituciones Democráticas y de la innovación en las administraciones públicas) y la sección italiana del Instituto Internacional Jacques Maritain.

Su hermana mayor, Flavia, es escultora.

## Actividad política

### En Partido Popular el italiano y los gobiernos de la Oliva
Después de la división en el PPI y la adhesión a la misma "El Olivo", entra dentro del partido y, a partir de 1997 en 1999, que es Jefe Adjunto y posteriormente entra en parte de la Dirección Nacional y el Secretario de la Oficina encargado de la política de comunicaciones. Segundo Gobierno D'Alema como Secretario de la Presidencia del Consejo, encargado de la reforma institucional, y luego confirmada por la posterior Gobierno Amato. En nombre de la siguiente Gobierno, en particular la cuestión de la electoral, y hasta su aprobación definitiva, la ley de reforma constitucional de los Estatutos de las regiones con estatuto especial, la introducción de derechos de voto para los italianos en el extranjero y las enmiendas al Título V de la Constitución.
Para las elecciones generales del 2001 fue elegido diputado en la mayoría de circunscripción de Ferrara y se convirtió en parte de la Comisión de Elecciones y la Primera Comisión Permanente de Asuntos Constitucionales.

### En la Margarita
Fue uno de los fundadores de la Margarita de julio de 2001 se convierte en parte de la Comisión Constituyente del partido, que se convirtió en el coordinador ejecutivo.
Fue miembro de la Asamblea Parlamentaria de la Organización para la Seguridad y la Cooperación en Europa (OSCE).
Es miembro fundador de la Inter-Comercio Justo.
Fue presidente de la Palio de Ferrara 2003 a 2006.
Reelegido al Presidente en las elecciones generales de 2006, se convirtió además en presidente del Grupo parlamentario de El Olivo en la Cámara de Diputados.
Representa el Parlamento italiano para el Consejo de Europa y la Unión Europea Occidental de la Asamblea.

### En el Partido Democrático
Con el nacimiento del Partido Democrático el 14 de octubre de 2007 y el ascenso a la secretaria de Walter Veltroni, fue en secretario adjunto del nuevo partido.
A raíz de este nombramiento, renunció a la presidencia del Grupo de la Cámara de Diputados de El Olivo sustituido por Antonello Soro.
Es reelegido diputado en las elecciones generales de 2008.
Con la Renuncia de Walter Veltroni luego de los malos resultados elecciones Regionales Cerdeña de 2009, asume el 17 de febrero de 2009 la Secretaría Nacional del Partido Democrático.
El 25 de octubre de 2009 pierde las elecciones primarias de su partido, ante Pier Luigi Bersani.

## Distinciones honoríficas
- Caballero Gran Cruz de la Orden Civil de Alfonso X el Sabio (Reino de España, 24/06/2016).[3]